# Edward Langworthy
Edward Langworthy (* 1738 in Savannah, Province of Georgia; † 2. November 1802) war ein amerikanischer Lehrer und Delegierter im Kontinentalkongress aus Georgia. Er unterzeichnete die Konföderationsartikel.

## Werdegang
Langworthy war ein Findelkind und wuchs deswegen im Waisenhaus von Bethesda auf, wo er auch zur Schule ging. Später unterrichtete er auch an derselben Schule. Im Verlauf seines Lebens assistierte er bei der Schaffung des Georgia Council of Safety und wurde am 11. Dezember 1775 Secretary im Council. Die Georgia General Assembly schickte ihn 1777 in den Kontinentalkongress, wo er dann bis 1779 tätig war. In dieser Zeit unterzeichnete er die Konföderationsartikel. 1785 zog er nach Baltimore, Maryland. Er kaufte einen Teil der Zeitung The Maryland Journal & Baltimore Advertiser und wurde ihr Redakteur. 1787 verkaufte er seinen Anteil und war bis 1791 als Lehrer für klassische Literatur an der Baltimore Academy tätig. Um 1791 zog er nach Elkton, wo er sich mit der Niederschreibung von Georgias Geschichte beschäftigte. Langworthy kehrte 1795 nach Baltimore zurück, wo er Clerk of Customs für Baltimore wurde, eine Stellung, die er bis zu seinem Tod innehatte. Er verstarb 1802 an Gelbfieber und wurde dann bei der Old Episcopal Church beigesetzt.